# لورنس فروستاد
لورنس فروستاد (به انگلیسی: Lawrence Frostad) (زادهٔ ۲۸ ژانویهٔ ۱۹۶۷) شناگر اهل ایالات متحده آمریکا است. فراستاد شش بار قهرمان آمریکا شد. او در کالج برای دانشگاه میامی شنا کرد. او پس از المپیک 1992 بازنشسته شد.